# Helen Dunmore
Helen Dunmore (Beverley, Yorkshire, 1952. december 12. – Bristol, 2017. június 5.) brit költő, író.

## Művei

### Regények
- Zennor in Darkness (1993)
- Burning Bright (1994)
- A Spell of Winter (1996)
- Talking to the Dead (1996)
- Your Blue-Eyed Boy (1998)
- With your Crooked Heart (1999)
- Ostrom (The Siege) (2002); fordította Czine Erzsébet; Európa, Budapest, 2010
- House of Orphans (2006)
- Counting the Stars (2008)
- Árulás (The Betrayal) (2010); fordította Czine Erzsébet; Európa, Budapest, 2012
- The Greatcoat (2012)
- The Lie (2014)
- Exposure (2016)
- Birdcage Walk (2017)

### Novelláskötetek
- Love of Fat Men (1997)
- Ice Cream (2001)
- Rose, 1944 (2005)

### Ifjúsági könyvek
- Zillah and Me!
  - The Lilac Tree (2004, első kiadás Zillah and Me címen)
  - The Seal Cove (2004, első kiadás The Zillah Rebellion címen)
  - The Silver Bead (2004)
- The Ingo Chronicles
  - Ingo (2005)
  - The Tide Knot (2006)
  - The Deep (2007)
  - The Crossing of Ingo (2008)
  - Stormswept (2012)

### Gyermekkönyvek
- Going to Egypt (1992)
- In the Money (1995)
- Go Fox (1996)
- Fatal Error (1996)
- Amina's Blanket (1996)
- Allie's Apples (1997)
- Clyde's Leopard (1998)
- Great-Grandma's Dancing Dress (1998)
- Brother Brother, Sister Sister (1999)
- Allie's Rabbit (1999)
- Allie's Away (2000)
- Aliens Don't Eat Bacon Sandwiches (2000)
- The Ugly Duckling (2001)
- Tara's Tree House (2003)
- The Ferry Birds (2010)
- The Lonely Sea Dragon (2013)

### Verseskötetek
- The Apple Fall (1983)
- The Sea Skater (1986)
- The Raw Garden (1988)
- Short Days, Long Nights: New & Selected Poems (1991)
- Recovering a Body (1994)
- Secrets (1994)
- Bestiary (1997)
- Out of the Blue: Poems 1975-2001 (2001)
- Snollygoster and Other Poems (2001)
- Glad of these times (2007)
- The Malarkey (2012)
- Inside the Wave (2017)

## Díjai
- McKitterick-díj (1994, a Zennor in Darkness regényért)[6]
- Orange-díj (1996, az A Spell of Winter regényért)[7]